# Valley of the Vikings
Valley of the Vikings (укр. Долина вікінгів) — дитяча настільна гра від французьких авторів ігор Марі та Вільфріда Форта. Гра розрахована на двох-чотирьох гравців віком від шести років і триває приблизно 15–20 хвилин за одну партію. Гра вийшла у 2019 році у видавництві HABA і в тому ж році здобула нагороду Kinderspiel des Jahres.

## Тема та компоненти
У грі гравці намагаються виграти в змаганні вікінгів у долині Вікінгів. Це змагання з катання бочок, де гравці повинні збивати кольорові бочки кулькою. Якщо гравець зуміє збити правильні бочки й перемістити свою фігурку вікінга на вигідну позицію для підрахунку очок, він буде винагороджений золотими монетами. Перемагає той гравець, чий клан вікінгів збере найбільше монет наприкінці гри.
Компоненти гри включають такі елементи:
- великий ігровий план «Долина вікінгів», що складається з 7 частин,
- вісім призових прапорців,
- чотири кораблі в кольорах гравців,
- чотири фішки вікінгів у кольорах гравців,
- чотири дерев'яні бочки різних кольорів,
- паперовий «штовхач кулі»,
- одну кульку,
- 24 золоті монети.

## Ігровий процес
Перед початком гри ігровий план збирається з семи частин і розміщується в центрі столу. Кожен гравець вибирає колір і отримує відповідний корабель і фішку вікінга. Всі фішки вікінгів кладуться на стартову позицію на стежці, а кораблі — перед гравцями. У кожен корабель кладеться одна золота монета. Решту монет, кульку й штовхач кладуть поруч із планом. Потім вісім призових прапорців перемішують і по одному відкритому прапорцю розміщують у кожен отвір на ігровому полі. Чотири бочки встановлюються в довільному порядку на позначені місця в центрі ігрового плану, і перший гравець отримує кульку та штовхач.
Починаючи з першого гравця, гра йде за годинниковою стрілкою. Активний гравець кладе кульку в отвір перед собою й штовхає її штовхачем у напрямку бочок. Його завдання — збити кілька бочок, і він може штовхати кульку до тих пір, поки не зіб'є хоча б одну бочку. За кожну збиту бочку гравець пересуває відповідну фішку вікінга на одне поле вперед, пропускаючи зайняті поля. Якщо збито кілька бочок, гравець сам обирає черговість пересування фішок. Якщо фішка вікінга перетинає останнє поле на стежці, відповідний вікінг падає у воду, що запускає розподіл монет. Хід закінчується, і фішки вікінгів оцінюються відповідно до прапорців над ними. Розподіл монет починається з вікінга, який пройшов найдалі на стежці, й усі виграні монети кладуться у відповідні кораблі. Є три варіанти отримання монет:
1. прапорець показує одну до чотирьох монет: вікінг отримує відповідну кількість монет,
2. прапорець показує іншого вікінга: вікінг отримує одну монету від того вікінга,
3. прапорець показує того ж вікінга: вікінг отримує по одній монеті від кожного іншого вікінга.

Вікінг, який впав у воду, не отримує монет. Його фішка повертається на стартове поле стежки, і він починає знову.
Гра закінчується, коли буде розподілено останню монету. Перемагає гравець із найбільшою кількістю монет у своєму кораблі.

## Відгуки та нагороди
Гра була розроблена французькою подружньою парою Марі та Вільфрідом Фортом і випущена у 2019 році видавництвом HABA в багатомовній версії німецькою, англійською, французькою, іспанською, італійською та нідерландською мовами, а також у пакуваннях німецькою, англійською та французькою мовами. Подружжя вперше представило свій саморобний прототип гри на Festival International des Jeux у Каннах у лютому 2017 року. Там вони зустріли Дженні Бесс'єр, керівницю відділу продажів HABA Франція, і Маркуса Нікіша, автора дитячих ігор і шукача ідей у німецькій редакції HABA. Разом з редакцією HABA ігрова редакторка Аннемарі Вольке на основі прототипу розробила фінальну версію гри. Графічне оформлення виконане Максіміліаном Майнцольдом.
У травні 2019 року гра Valley of the Vikings була номінована на Kinderspiel des Jahres разом із Fabulantica та Go Gecko Go!, і в липні здобула цю нагороду. Журі так прокоментувало вибір:
|  | Valley of the Vikings — це захоплива гра на здобуття трофеїв, у якій можна грати за допомогою спритності. Тактичні рішення під час боротьби за позиції на стежці стають очевидними з досвідом і гарантують тривалий ігровий процес.[джерело?] |

Окрім журі «Kinderspiel des Jahres», гра Valley of the Vikings отримала загалом позитивні відгуки. Оглядач ігор Віланд Херольд назвав її «захопливою грою з відмінними компонентами, в яку діти люблять грати і вимагають її знову і знову», а журнал Kinderspielmagazin зазначив, що гра має «простий, але надзвичайно переконливий ігровий принцип».